# Ekstraklasa w futsalu (2022/2023)
Ekstraklasa 2022/2023 – 29. edycja najwyższych w hierarchii rozgrywek ligowych polskiego klubowego futsalu. Organizatorem rozgrywek był Futsal Ekstraklasa.
Rozgrywki dwustopniowe, pierwsza faza ligowa, druga faza - pucharowa. Do fazy pucharowej kwalifikuje się 8 najlepszych zespołów fazy ligowej. Z ekstraklasy spadają do I ligi dwa ostatnie zespoły.
| Rozgrywki                | Poziomy ligowe | Liga        | Sezon                     |
| ------------------------ | -------------- | ----------- | ------------------------- |
| Centralne                | I poziom       | Ekstraklasa | Sezon 2022/2023 (1 grupa) |
| Centralne                | II poziom      | I Liga      | Sezon 2022/2023 (2 grupy) |
| Makroregionalne          | III poziom     | II Liga     | Sezon 2022/2023 (4 grupy) |
| Regionalne (16 Związków) | IV poziom      | III Liga    | Sezon 2022/2023 (12 grup) |

## Drużyny
| Klub                              | Poprzedni sezon | Sezon | Najlepszy wynik                             |
| --------------------------------- | --------------- | ----- | ------------------------------------------- |
| Piast Gliwice                     | Mistrz          | 8     | Mistrz (2022)                               |
| Rekord Bielsko-Biała              | Wicemistrz      | 25    | Mistrz (2014, 2017, 2018, 2019, 2020, 2021) |
| Constract Lubawa                  | III miejsce     | 4     | Wicemistrz (2020, 2021)                     |
| Dreman Futsal Opole- Komprachcice | IV miejsce      | 3     | IV miejsce (2022)                           |
| KS Futsal Leszno                  | V miejsce       | 4     | IV miejsce (2021, 2022)                     |
| FC Toruń                          | VI miejsce      | 8     | Wicemistrz (2019)                           |
| Clearex Chorzów                   | VII miejsce     | 24    | Mistrz (2000, 2001, 2002, 2006, 2007)       |
| Red Dragons Pniewy                | VIII miejsce    | 9     | IV miejsce (2015)                           |
| AZS UW Warszawa                   | IX miejsce      | 4     | IX miejsce (2022)                           |
| Red Devils Chojnice               | X miejsce       | 12    | Wicemistrz (2013)                           |
| Legia Warszawa                    | XI miejsce      | 2     | XI miejsce (2022)                           |
| Jagiellonia Białystok             | XII miejsce     | 6     | IX miejsce (2018)                           |
| Widzew Łódź                       | awans           | 1     | debiut                                      |
| AZS UŚ Katowice                   | awans           | 10    | VIII miejsce (2015, 2018, 2019, 2020)       |
| BSF Bochnia                       | awans           | 1     | debiut                                      |

## Tabela
| Lp. | Drużyna                   | M  | Z  | R | P  | Bramki | Bramki | Różn. | Pkt. | Uwagi          |
| --- | ------------------------- | -- | -- | - | -- | ------ | ------ | ----- | ---- | -------------- |
| 1   | Rekord Bielsko-Biała      | 28 | 24 | 3 | 1  | 164    | 55     | +109  | 75   | Faza pucharowa |
| 2   | Constract Lubawa          | 28 | 23 | 3 | 2  | 150    | 48     | +102  | 72   | Faza pucharowa |
| 3   | Piast Gliwice             | 28 | 17 | 7 | 4  | 110    | 58     | +52   | 58   | Faza pucharowa |
| 4   | KS Futsal Leszno          | 28 | 16 | 2 | 10 | 115    | 97     | +18   | 50   | Faza pucharowa |
| 5   | Red Dragons Pniewy        | 28 | 13 | 4 | 11 | 78     | 69     | +9    | 43   | Faza pucharowa |
| 6   | Jagiellonia Białystok     | 28 | 12 | 6 | 10 | 107    | 94     | +13   | 42   | Faza pucharowa |
| 7   | Dreman Opole Komprachcice | 28 | 12 | 4 | 12 | 97     | 88     | +9    | 40   | Faza pucharowa |
| 8   | FC Toruń                  | 28 | 11 | 6 | 11 | 80     | 85     | -5    | 39   | Faza pucharowa |
| 9   | Widzew Łódź               | 28 | 10 | 3 | 15 | 69     | 98     | -29   | 33   |                |
| 10  | AZS UW Wilanów (Warszawa) | 28 | 9  | 4 | 15 | 63     | 94     | -31   | 31   |                |
| 11  | Legia Warszawa            | 28 | 9  | 2 | 17 | 87     | 116    | -29   | 29   |                |
| 12  | BSF Bochnia               | 28 | 8  | 4 | 16 | 69     | 100    | -31   | 28   |                |
| 13  | Clearex Chorzów           | 28 | 6  | 3 | 19 | 71     | 130    | -59   | 21   |                |
| 14  | AZS UŚ Katowice           | 28 | 5  | 5 | 18 | 62     | 119    | -57   | 20   | Spadek         |
| 15  | Red Devils Chojnice       | 28 | 5  | 4 | 19 | 45     | 116    | -71   | 19   | Spadek         |

- Od 5 stycznia 2023 r. Słoneczny Stok Białystok występuje pod nazwą Jagiellonia Białystok.

### Tabela grupy mistrzowskiej
| Lp.    | Drużyna                                                                     | Uwagi      |
| ------ | --------------------------------------------------------------------------- | ---------- |
| złoto  | Constract Lubawa                                                            | LM - elim. |
| srebro | Rekord Bielsko-Biała                                                        |            |
| brąz   | Piast Gliwice                                                               |            |
| 4      | KS Futsal Leszno                                                            |            |
| 5-8    | Red Dragons Pniewy Jagiellonia Białystok Dreman Opole Komprachcice FC Toruń |            |

## Faza pucharowa
Źródło 

### 1/4 finału
Mecze rozgrywane są do dwóch zwycięstw.
| Pary   | Data       | Drużyna I                 | Drużyna II                | Wyniki | Awans                       |
| ------ | ---------- | ------------------------- | ------------------------- | ------ | --------------------------- |
| 1 para | 9.05.2023  | FC Toruń                  | Rekord Bielsko-Biała      | 2:6    | Awans: Rekord Bielsko-Biała |
| 1 para | 13.05.2023 | Rekord Bielsko-Biała      | FC Toruń                  | 1:0    | Awans: Rekord Bielsko-Biała |
| 2 para | 9.05.2023  | Dreman Opole Komprachcice | Constract Lubawa          | 2:4    | Awans: Constract Lubawa     |
| 2 para | 13.05.2023 | Constract Lubawa          | Dreman Opole Komprachcice | 3:2    | Awans: Constract Lubawa     |
| 3 para | 10.05.2023 | Jagiellonia Białystok     | Piast Gliwice             | 2:4    | Awans: Piast Gliwice        |
| 3 para | 13.05.2023 | Piast Gliwice             | Jagiellonia Białystok     | 5:1    | Awans: Piast Gliwice        |
| 4 para | 10.05.2023 | Red Dragons Pniewy        | Futsal Leszno             | 4:3    | Awans: Constract Lubawa     |
| 4 para | 13.05.2023 | Futsal Leszno             | Red Dragons Pniewy        | 5:2    | Awans: Constract Lubawa     |
| 4 para | 14.05.2023 | Futsal Leszno             | Red Dragons Pniewy        | 5:1    | Awans: Constract Lubawa     |

### 1/2 finału
Mecze rozgrywane są do dwóch zwycięstw.
| Pary   | Data       | Drużyna I            | Drużyna II           | Wyniki          | Awans                       |
| ------ | ---------- | -------------------- | -------------------- | --------------- | --------------------------- |
| 1 para | 17.05.2023 | Futsal Leszno        | Rekord Bielsko-Biała | 0:4             | Awans: Rekord Bielsko-Biała |
| 1 para | 20.05.2023 | Rekord Bielsko-Biała | Futsal Leszno        | 6:1             | Awans: Rekord Bielsko-Biała |
| 2 para | 17.05.2023 | Piast Gliwice        | Constract Lubawa     | 1:2             | Awans: Constract Lubawa     |
| 2 para | 20.05.2023 | Constract Lubawa     | Piast Gliwice        | 5:5 , pd.k. 2:3 | Awans: Constract Lubawa     |
| 2 para | 21.05.2023 | Constract Lubawa     | Piast Gliwice        | 3:2             | Awans: Constract Lubawa     |

### Mecze o 3. miejsce
Mecze rozgrywane są do dwóch zwycięstw. 
| Pary           | Data       | Drużyna I     | Drużyna II    | Wyniki | Awans                                               |
| -------------- | ---------- | ------------- | ------------- | ------ | --------------------------------------------------- |
| Mecz o 3 m-ce. | 24.05.2023 | Futsal Leszno | Piast Gliwice | 1:5    | 3. miejsce: Piast Gliwice 4. miejsce: Futsal Leszno |
| Mecz o 3 m-ce. | 27.05.2023 | Piast Gliwice | Futsal Leszno | 5:3    | 3. miejsce: Piast Gliwice 4. miejsce: Futsal Leszno |

### Finał
Mecze finałowe rozgrywane są do trzech zwycięstw. 
| Pary  | Data       | Drużyna I            | Drużyna II           | Wyniki | Awans                                                         |
| ----- | ---------- | -------------------- | -------------------- | ------ | ------------------------------------------------------------- |
| Finał | 24.05.2023 | Rekord Bielsko-Biała | Constract Lubawa     | 3:5    | 1. miejsce: Constract Lubawa 2. miejsce: Rekord Bielsko-Biała |
| Finał | 28.05.2023 | Constract Lubawa     | Rekord Bielsko-Biała | 7:2    | 1. miejsce: Constract Lubawa 2. miejsce: Rekord Bielsko-Biała |
| Finał | 29.05.2023 | Constract Lubawa     | Rekord Bielsko-Biała | 4:2    | 1. miejsce: Constract Lubawa 2. miejsce: Rekord Bielsko-Biała |